# 武汉轨道交通8号线
武汉轨道交通8号线是武汉第三条穿越长江的轨道交通线路。线路跨越汉口与武昌两个地区，途径东西湖区、江岸区、武昌区、洪山区和江夏区。8号线二期工程经过湖北省博物馆，省博因镇馆之宝——曾侯乙编钟闻名，故其线路标识色为编钟青。8号线分为三期建设，其中一期为金潭路至梨园，于2017年12月26日开通运营；二期为梨园至野芷湖，于2021年1月2日开通运营；三期工程在二期工程的基础上继续从野芷湖向南延伸至军运村，以服务2019年军运会，于2019年11月6日开通运营。

## 工程概况
根据目前规划，8号线可分为三个部分：一期工程（金潭路-梨园）、二期工程（梨园-野芷湖）和三期工程（野芷湖-军运村），以上三个部分目前已全数投入运营。此外，远期规划中，8号线还将继续从金潭路站向北延伸至汉口北。

### 一期工程
一期工程在黄浦路站和徐家棚站之间穿越长江，连接东西湖区的金潭路和武昌区的梨园，全长16.2公里，为全地下线路，设12个车站，并与轨道交通3号线共享三金潭车辆段。本段已于2017年12月26日投入运营。

#### 越江隧道
地铁8号线是武汉第三条穿越长江的轨道交通线路，其越江隧道位于长江二桥上游约450米处，采用单洞双线技术，这在武汉地铁建设史上属首次（2、4、7号线越江隧道均为双洞双线设计），也是目前国内最大单洞双线越江隧道。隧道已于2017年8月实现贯通。越江隧道隧道全长3186米，穿越长江段约1500米，最大埋深51米，越江隧道的盾构机直径达12.1米。
8号线采用单洞双线主要原因有二：
一是汉口片区地上不可移动文物和老建筑较多，其中包括新四军军部旧址等全国重点文物保护单位，同时，汉口江滩是市民休闲娱乐的公园和行洪通道，没有建设风井的条件；而武昌片区地上建筑物密集，拆迁量大，建设风井增加成本。采用单洞双线，无需在地面建设风井，能最大限度保护该线路所经汉口片区的老建筑。
二是因为穿越长江风险大，此处江面较宽，减少一条隧道的挖掘，可降低风险。

#### 华侨城支线（已取消）
华侨城支线原计划为8号线一期工程的一部分，从梨园站单线引入至华侨城，全长3.64公里，但最后该支线被取消。本段计划走向为：从梨园站出站下穿东湖路隧道后，沿东湖路北行，避开红庙立交桥、中北路延长线高架桥后，沿中北路延长线东行，并分别在园林路路口设园林路站、工业路路口设华侨城站。支线有效站台长度按A型车3节编组设计为72m，单线运营。

### 二期工程
8号线二期2016年开工建设，2021年1月2日投入使用，线路全长17.6km，起于一期工程终点梨园，贯穿水果湖行政中心区、街道口商圈及南湖居住组团，终点站至野芷湖站。全线均为地下线，共设站12座：省博物馆站、中南医院站、水果湖站、洪山路站、小洪山站、街道口站、马房山站、洪山区政府站、文昌路站、省农科院站、马湖站和野芷湖站。共有四个换乘站：街道口站与2号线换乘，马房山站与11号线换乘，省农科院站与13号线换乘，野芷湖站与7号线换乘。

### 三期工程
8号线三期工程从8号线二期终点站野芷湖站向西南引出后，下穿三环线及多条铁路走廊，而后向南转向黄家湖大道，沿黄家湖大道西侧地下敷设，在地铁小镇地块东北侧设黄家湖地铁小镇站，出站后正线继续沿黄家湖大道南行，下穿规划路后于军运会运动员村地块东北侧设军运村站。线路全长4.84km，设站2座，均为地下站，其中黄家湖地铁小镇站与规划的轨道交通17号线换乘。本工程线路南端预留向大桥新区南延条件。
三期工程旨在服务第七届世界军人运动会，其运动员村即设在黄家湖东岸。2019年9月20日，8号线三期工程仅向第七届世界军人运动会运动员、工作人员及保障人员开通；2019年11月6日，8号线三期工程向市民开放。由于8号线二期仍在建设中，导致一期与三期不能连通，所以暂时以8号线三期的名义独立运行，乘客往来市区和军运会运动员村需要先乘坐8号线三期，然后在野芷湖站换乘7号线进入运营线网。待二期工程建成之后，三期将与8号线一期、二期贯通运营。
为配合轨道交通新线联合调试，武汉地铁对8号线三期和11号线部分车站作运营组织调整。2020年7月10日至9月30日，黄家湖地铁小镇站、军运村站 暂停运营，10月1日恢复运营。

## 车站
| 武汉轨道交通8号线车站列表 |                                        |           |         |               |                 |                    |            |
| 中文站名                  | 英文站名                               | 站间距/km | 里程/km | 所在地        | 换乘线路        | 车站形式           | 启用日期   |
| 金潭路                    | Jintan Road                            | 0         | 0       | 东西湖区      |                 | 地下完全混合式月台 | 2017/12/26 |
| 宏图大道                  | Hongtu Boulevard                       | 0.855     | 0.855   | 东西湖区      | █ 2号线 █ 3号线 | 地下岛式月台       | 2017/12/26 |
| 塔子湖                    | Tazihu                                 | 1.890     | 2.745   | 江岸区        |                 | 地下岛式月台       | 2017/12/26 |
| 中一路                    | Zhongyi Road                           | 1.648     | 4.393   | 江岸区        | █ 12号线        | 地下岛式月台       | 2017/12/26 |
| 竹叶山                    | Zhuyeshan                              | 1.574     | 5.967   | 江岸区        | █ 10号线        | 地下岛式月台       | 2017/12/26 |
| 赵家条                    | Zhaojiatiao                            | 1.394     | 7.361   | 江岸区        | █ 3号线         | 地下岛式月台       | 2017/12/26 |
| 黄浦路                    | Huangpu Road                           | 1.419     | 8.780   | 江岸区        | █ 1号线         | 地下侧式月台       | 2017/12/26 |
| 徐家棚                    | Xujiapeng                              | 3.494     | 12.274  | 武昌区        | █ 5号线 █ 7号线 | 地下侧式月台       | 2017/12/26 |
| 徐东                      | Xudong                                 | 0.992     | 13.266  | 武昌区 洪山区 |                 | 地下岛式月台       | 2017/12/26 |
| 汪家墩                    | Wangjiadun                             | 0.747     | 14.013  | 武昌区 洪山区 | █ 12号线        | 地下岛式月台       | 2017/12/26 |
| 岳家嘴                    | Yuejiazui                              | 1.318     | 15.331  | 武昌区 洪山区 | █ 4号线         | 地下岛式月台       | 2017/12/26 |
| 梨园                      | Liyuan                                 | 0.873     | 16.204  | 武昌区 洪山区 |                 | 地下岛式月台       | 2017/12/26 |
| 省博湖北日报              | Hubei Provincial Museum & Hubei Daily  | 1.881     | 18.085  | 武昌区        |                 | 地下岛式月台       | 2021/1/2   |
| 中南医院                  | Zhongnan Hospital                      | 1.326     | 19.411  | 武昌区        |                 | 地下岛式月台       | 2021/1/2   |
| 水果湖                    | Shuiguohu                              | 1.239     | 20.650  | 武昌区        |                 | 地下岛式月台       | 2021/1/2   |
| 洪山路                    | Hongshan Road                          | 0.758     | 21.408  | 武昌区        |                 | 地下岛式月台       | 2021/1/2   |
| 小洪山                    | Xiaohongshan                           | 1.812     | 23.220  | 武昌区        |                 | 地下岛式月台       | 2021/1/2   |
| 街道口                    | Jiedaokou                              | 1.307     | 24.527  | 洪山区        | █ 2号线         | 地下分离式岛式月台 | 2021/1/2   |
| 马房山                    | Mafangshan                             | 1.172     | 25.699  | 洪山区        | █ 11号线        | 地下岛式月台       | 2021/1/2   |
| 文治街                    | Wenzhi Street                          | 1.700     | 27.399  | 洪山区        |                 | 地下岛式月台       | 2021/1/2   |
| 文昌路                    | Wenchang Road                          | 1.952     | 29.351  | 洪山区        |                 | 地下岛式月台       | 2021/1/2   |
| 省农科院                  | Hubei Academy of Agricultural Sciences | 1.686     | 31.037  | 洪山区        |                 | 地下岛式月台       | 2021/1/2   |
| 马湖                      | Mahu                                   | 1.100     | 32.137  | 洪山区        |                 | 地下岛式月台       | 2021/1/2   |
| 野芷湖                    | Yezhihu                                | 1.228     | 33.365  | 洪山区        | █ 7号线         | 地下岛式月台       | 2019/11/6  |
| 黄家湖地铁小镇            | Huangjiahu Ditiexiaozhen               | 3.748     | 37.113  | 江夏区        |                 | 地下岛式月台       | 2019/11/6  |
| 军运村                    | Military Athletes' Village             | 1.084     | 38.197  | 江夏区        |                 | 地下岛式月台       | 2019/11/6  |

### 换乘站
- 宏图大道：2、3、8号线的换乘站。2号线与3号线的换乘方式为同台换乘（两线同向），2号线往天河机场方向与3号线往宏图大道方向同台，2号线往佛祖岭方向与3号线往沌阳大道方向同台；2、3号线与8号线的换乘方式为通道换乘。
- 赵家条：3、8号线的换乘站。换乘方式为T形节点换乘。
- 黄浦路：1、8号线的换乘站。换乘方式为通道换乘。
- 徐家棚：5、7、8号线的换乘站。5号线与8号线的换乘方式为T形节点换乘；5、8号线与7号线的换乘方式为通道换乘。
- 岳家嘴：4、8号线的换乘站。换乘方式为十字节点换乘。
- 街道口：2、8号线的换乘站。换乘方式为站厅换乘。
- 野芷湖：7、8号线的换乘站。换乘方式为通道换乘。

- 岳家嘴站换乘节点
- 赵家条站换乘节点
- 宏图大道站换乘通道
- 黄浦路站换乘通道（前往1号线方向）

8号线全线车站在均按照8A编组长度建造，长181米，月台单侧设置40道月台门，这在武汉地铁尚属首次。8号线初期使用6A编组运营，站台上将有10道月台门不会打开。若后期客运量加大，列车可能增加成8A编组，此举可避免增加屏蔽门施工破坏站台结构，影响运营。

### 图集
- 省农科院站
- 徐家棚站
- 黄浦路站站厅
- 竹叶山站田田广场
- 宏图大道站下沉广场
- 省博湖北日报站

## 票务规定
- 计价方式：按里程限时计费。
- 计价标准：起价2元可乘坐4公里，3元可乘坐8公里，4元可乘坐12公里，5元可乘坐18公里，6元可乘坐24公里，7元可乘坐32公里，8元可乘坐40公里，9元可乘坐50公里，50公里以上每增加1元可多乘坐20公里。具体的计费标准可参见下表：

|  |  |  |  |  |  |  |  |  |

- 乘车限时：每次进闸到出闸限240分钟。
- 乘车优惠：使用武汉通卡享受9折优惠。
- 支付方式：乘客可通过扫描“支付宝”“微信”“云闪付”“Metro新时代”等手机应用内的地铁乘车码乘坐武汉地铁；以及通过具备闪付功能的银联银行卡、交通联合卡和武汉通（以上三款均含手机NFC版本）刷卡乘车。
- 定期票：分为1、3、7日定期票，每张价格分别为18元、45元、90元。
  - 实体定期票：购买时每张票另收押金20元，乘客可在地铁各车站客服中心办理定期票的购买和退票等业务。1日票为发售时间起至当日运营时间结束，3日票为当日发售时间起至第3日运营时间结束，7日票为当日发售时间起至第7日运营时间结束。
  - 电子定期票：电子定期票在“Metro新时代”手机应用内购买。1日票为激活后24小时内，3日票为激活后72小时内，7日票为激活后168小时内有效。

## 行车安排

### 运行交路
8号线目前所有列车采用单一交路的运营方式，即所有列车均运行全程。

### 首末班车时间
- 武汉地铁首末班车时间

## 使用列车
- 列车编组中的M表示动车，Tc表示带驾驶室的拖车。

| 列车名称与型号                     | 列车生产厂商                                  | 列车编组                 | 列车制造年代 | 列车编号  | 列车总数 | 转向架型号 （动车 / 拖车） | 牵引电动机 生产厂商，型号与类型                                                                   | 牵引逆变器 生产厂商，型号与类型                                              | 辅助电源 生产厂商，型号与类型                                               |
| ---------------------------------- | --------------------------------------------- | ------------------------ | ------------ | --------- | -------- | -------------------------- | ------------------------------------------------------------------------------------------------- | ---------------------------------------------------------------------------- | --------------------------------------------------------------------------- |
| 一期车辆 （DKZ104）                | 中车长春轨道客车 （武汉中车长客轨道车辆）     | 6节A型 （Tc+M+M+M+M+Tc） | 2016 ~ 2017  | H01 ~ H20 | 20列     | CW-4000D 型 CW-4000 型     | 株洲西门子牵引设备代工生产 （西门子交通集团原设计） 1TB2010-1GA02 型 鼠笼式三相异步交流牵引电动机 | 北京纵横机电技术代工生产 （西门子交通集团原设计） TKQ506-2000 系列 IGBT-VVVF | 北京纵横机电技术代工生产 （西门子交通集团原设计） TKQ522-2000 系列 IGBT-SIV |
| 二期与三期车辆 （中车株机A型列车） | 中车株洲电力机车 （武汉中车株机轨道交通装备） | 6节A型 （Tc+M+M+M+M+Tc） | 2018 ~ 2020  | H21 ~ H47 | 27列     | ZME-080 型                 | 大连东芝机车电气设备代工生产 （东芝产机系统原设计） SEA-439B 型 鼠笼式三相异步交流牵引电动机      | 中车大连电牵研发中心代工生产 （东芝产机系统原设计） SVF058-F0 型 IGBT-VVVF   | 中车大连电牵研发中心制 CNE PW-245/D/H 系列 IGBT-SIV                         |

一期工程配车20列，列车由中车长春轨道客车股份有限公司和武汉地铁集团联合设计，其中有6列车在位于黄陂区的武汉中车长客轨道车辆有限公司生产。在外观上，整车与7号线所使用车型近乎完全一致；在列车内部布置及设备性能方面，则与7号线一期车辆略有差异。
二期工程配车22列，三期工程配车5列；二者皆由中车株洲电力机车有限公司提供，其中部分列车在位于江夏区的武汉中车株机轨道交通装备有限公司生产。

### 内部链接
- 武汉轨道交通